# Lokoja

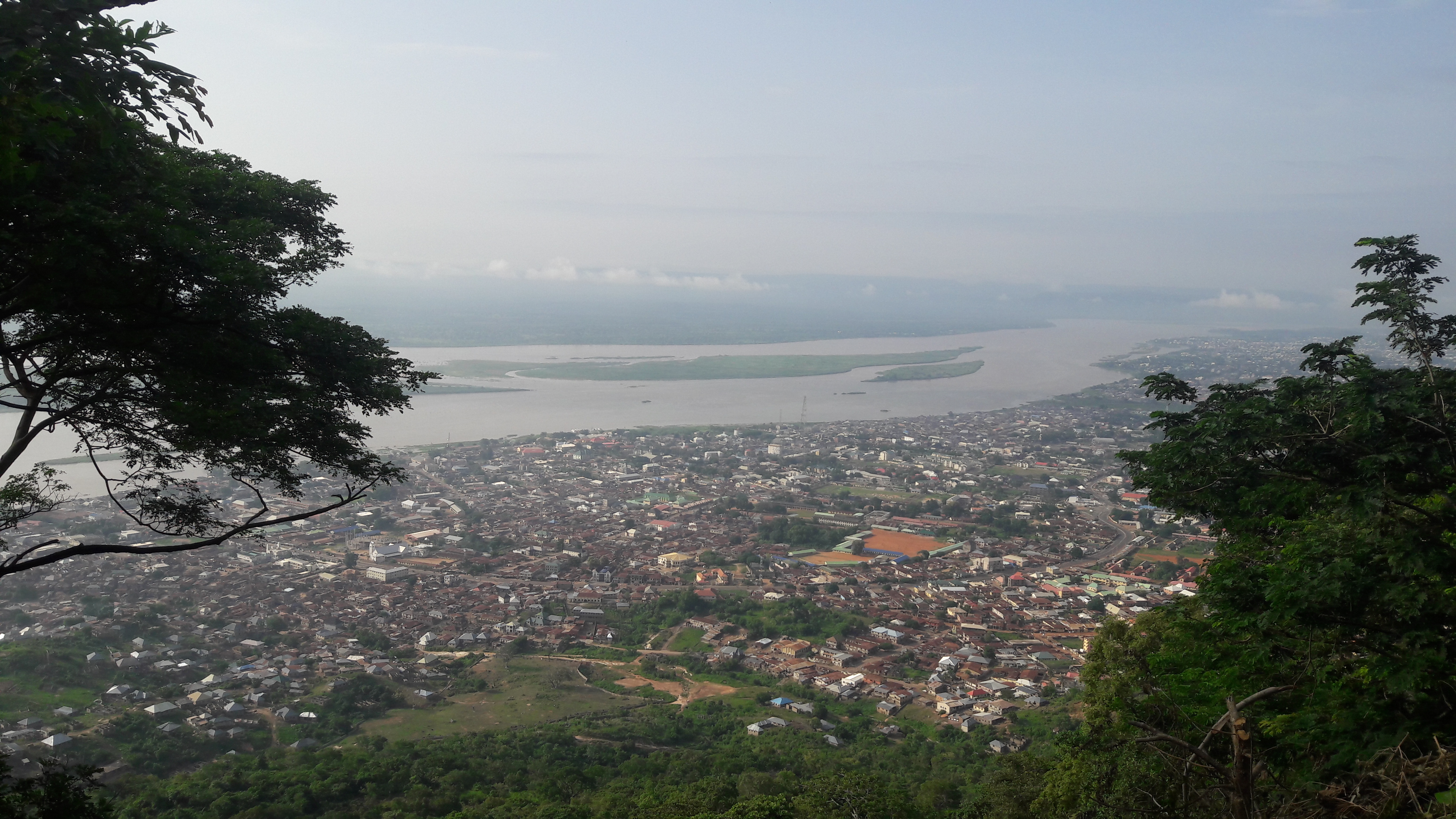
Vy över Lokoja, vid Nigerfloden.

Lokoja är en stad längs Nigerfloden i centrala Nigeria. Den är administrativ huvudort för delstaten Kogi och har cirka 265 400 invånare (2016). Staden ligger på Nigerflodens västra bank, där floden Benue mynnar ut i Niger.
Brittiska handelsresande etablerade en handelsstation på platsen under 1850-talet. År 1860 grundlade den skotske upptäcktsresanden William Balfour Baikie staden Lokoja. Förutom stadens roll som ett kommersiellt centrum, inrättades det första brittiska konsulatet i inre Nigeria där. Staden blev även ett militärt högkvarter för George Goldies Royal Niger Company. Lokoja blev 1914 den första administrativa huvudorten för den då brittiska kolonin Nigeria, som tidigare varit indelad i Norra- respektive Södra Nigeriaprotektoratet men som under detta år förenades.
Området producerar bomull, läder och palmolja, som skeppas från Lokoja till hamnstäderna Burutu och Warri för export. Staden är även ett handelscentrum för jams, kassava, majs, durra, bönor, fisk och sheanötter. I närheten av staden finns kalk- och järnfyndigheter. Bomullsrensning och -vävnad samt förädling av palmolje- och sheanötskärnor är viktiga näringar.
Lokoja ligger längs vägen mellan Kabba och Ayangba och har färjeförbindelse över Nigerfloden.